# クラレンス・ハウ
クラレンス・ディケーター・ハウ（英: Clarence Decatur Howe、PC、通称はC・D・ハウ、1886年1月15日 - 1960年12月31日）は、カナダ自由党を代表する強力な閣僚である。カナダ首相ウィリアム・ライアン・マッケンジー・キングとルイ・サンローランの内閣で1935年から1957年の22年間を連続して閣僚として務めた。カナダ経済を農業基盤のものから工業基盤のものに変換させた功績者とされている。第二次世界大戦のとき、戦争遂行への関わり方が広範なものだったので、「全事項大臣」という綽名を貰った。
アメリカ合衆国マサチューセッツ州に生まれ、若い時にダルハウジー大学で教授となるためにノバスコシア州ハリファックスに移転した。カナダ政府のために技師として働いた後、自分の会社を立ち上げ、裕福な者となった。1935年、当時野党になっていたカナダ自由党党首マッケンジー・キングから誘われてカナダ下院議員候補者となった。その選挙で自由党が大勝し、ハウも議員になった。マッケンジー・キングはハウを閣僚に指名した。その地位に有って、カナダ放送協会やトランス・カナダ航空（現在のエア・カナダ）など多くの新事業設立に関わった。1939年に第二次世界大戦が始まると、カナダの戦争遂行のために重要な役割を演じ、戦時事業にあたらせるために多くの会社重役を採用した。
ハウは自分の提案に対して必要な議会における議論には忍耐が無かったので、あまり友人が出来なかった。野党からはその専制者的な行動を非難されることが多かった。自由党政権が20年間を超えたとき、自由党とハウは傲慢と見られるようになっていた。1956年、パイプライン議論について政府が議論打ち切りにしようとしたとき、下院で大いに問題となった。1957年の総選挙で、野党党首のジョン・ディーフェンベーカーからハウの行動と政策が問題とされた。ハウはその選挙区で厳しい挑戦を受けたが、自由党の主要指導者として他所で演説を行うことが期待された。この選挙でハウは落選し、ディーフェンベーカーが首相となり、ほぼ22年間続いた自由党政権が終わった。ハウは民間事業に戻り、多くの会社の役員を引き受けた。ハウは1960年12月に心臓まひで突然死した。

## 初期の経歴と教育履歴
クラレンス・ディケーター・ハウは1886年1月15日に、アメリカ合衆国マサチューセッツ州ウォルサムで生まれ育った。ハウ家は土地で認められた家であり、父のウィリアム・ハウは地元の政治に関わっていた。政治的なことをしていないときは、大工であり、家屋を造っていた。クラレンスの母はメアリー・エマ（旧姓ヘイスティングス）であり、教師であり、景気の良い農園主の娘だった。その農園でクラレンスは子供時代の夏を過ごした。
クラレンスの学校の成績は良かった。1903年にウォルサム高校を卒業するときにマサチューセッツ工科大学の入学試験を受け、これに合格すると、基本コースを受講した後に、技師として専攻コースに進んだ。夏の間に、ボストン地下鉄の多くを建設したJ・B・ウースター & Co. で働いた。学生時代に、ジョージ・スウェイン教授のお気に入りとなった。1907年に卒業した後、スウェインがハウに助手の職を提供した。ハウはこれを受け入れたが、若い技師としてボストン地域を離れて経歴を積むべきとも考えていた。それから間もなく、ノバスコシア州ハリファックスにあるダルハウジー大学から工学教授となる機会を提案された。スウェインはハウと仲間の技師ジェイムズ・バーカーとの間で、コイントスでその職を誰が受けるかを決めさせたという話が残っている。バーカーはその後半生でその話を否定し、その地位には興味が無く、ハウが異常なくらい幸運だと喜んでいたので、バーカーとギャンブルするほど愚かだったとは思えないと言っていた。いずれにしても、ハウは将来の見通しが良くなってきた。1907年恐慌がおきていたので、旧友には職の無い者が多かった。
当時、ダルハウジー大学は小さな大学であり、学生数は400人ほど、教授陣は大変負担が重かった。この時23歳のハウはその学生と大して年齢が変わらなかった。その分野では経験が少なく、ハリファックスから外に出たときは、学生と共に問題を解くこともあった。ハウの見解では、どんな問題でも常識と懸命さで解決できるというものだった。ハウは学生を田園部に連れて行き、キャンプを行い、想像上の鉄道の測量を行い計画を作った。学生の1人、デニス・ステアズは後にモントリオール・エンジニアリング・カンパニーを率いて行くことになる者であり、キャンプが終わる時までに学生たちはハウを大いに尊敬するようになっていたと語っていた。学生のC・J・マッケンジーは、ハウが後にカナダ政府の全国研究委員会の委員長に指名した者であるが、ハウは明晰な講師ではなかったが、そのプレゼンテーションが常に大変はっきりしたものだっと言っていた。ハウは後に大学の教育について、「大学で働く者は働き続け、成功する技師になる。怠ける者は怠け続け、何も得られない」と述べていた。さらに自身の仕事に加えて、ハリファックスでの社交生活においても行動的な時間を見い出し、学生の1人の姉妹との結婚も考えていたが、彼女は別の男性を思っていた。
ハリファックスでの1年後、植民地のダルハウジー大学や他の大学の上級生に対する工学の授業は、別の工業系大学で行われることとなり、ハウはそちらには役割を持たなかった。ハウは後に、ダルハウジー大学が好きであり、この変更が無ければ教授としてそこに留まっていたであろうと語っていた。しかし1913年、ダルハウジー大学での元の仲間であり穀物委員会の議長に指名されたばかりのロバート・マジルが、穀物エレベーターの建設を監督する責任のある技師長の職をハウに提案した。ハウは「それまでそのような物を見たこともなかったが、その職に就くことにした」と語った。同年、カナダ人となることで、ハウはイギリス臣民となった。

## 技師と実業家

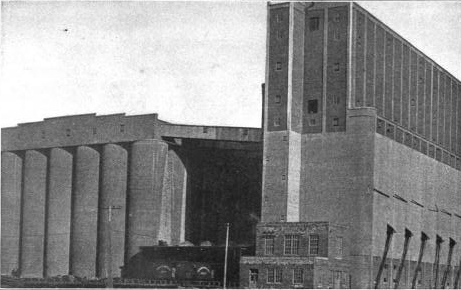
オンタリオ、ポートアーサーのターミナル・エレベーター、カナダ穀物委員会のためにハウが建設した

1913年半ば、ハウは北西オンタリオに旅し、新しい職に就いた。委員会はオンタリオ州のフォートウィリアムを本拠とし、カナダの小麦がそこで鉄道から船に積み替えられていた。委員会は穀物を加工し、保管することもできる一連の大型ターミナル穀物エレベーターを建設しようと考えていた。そのプロジェクトは能力と競争力を高めようとしていた。穀物エレベーターの製造会社は高い費用を請求して、農業関係者に非難されていた。この委員会のための最初のエレベーターは近くのポートアーサーで建てられ、カナダで建てられたものでは最良級のものかつ最安値クラスのものと主張された。その後の2年間で、ハウは西部に旅し、主要都市や港の近くでターミナル・エレベーターの建設を監督した。第一次世界大戦の間に農夫が生産量を増したので、能力が必要とされた。
1915年後半、ハウはマサチューセッツ州に戻り、マサチューセッツ工科大学の時に夏に働いた会社の社長の娘、アリス・ウースターと交際した。アリスはほとんど知らなかった男性から注目されたことに驚いた後で、最後はハウを受け入れることとなり、1916年半ばに二人は結婚した。同年、ハウは政府の職を辞任し、共同経営者と共にC・D・ハウ・アンド・カンパニーを興して事業を始めた。当初の主要業態は穀物エレベーターを建設することだった。会社の本社と夫婦の家はどちらもポートアーサーにあった。ハウが最初に受けた契約はポートアーサーで穀物エレベーターを建設することだった。1916年12月、暴風が吹いて半分完成していた穀物エレベーターを破壊し、ハウのの資産を失くした。銀行が追加融資をしてくれなければ、破産していたことであろう。ハウが完成したエレベーターを注文主であるサスカチェワン穀物生育者協会に引き渡したとき、この契約でどれほど損をしたかを尋ねられ、ハウは「シャツを失くした」と答えた。協会はハウの損失を補うボーナスを払ってくれた。
その後の数年間、ハウの事業はエンジニアリング・コンサルティング業に拡大し、さらに利益の出るゼネコンに成長した。サスカチェワンとアルバータの小麦業界がその建設工事の多くを発注してくれたので、その会社は西部で穀物エレベーターの建設を支配するようになった。このことは民間の小麦会社の間でハウを不人気にした。ハウの会社は1920年代に民間会社からターミナル・エレベーターを受注しなかったが、それら小麦協同組合のお蔭で他の建設会社が受注したよりも多くの注文を受けていた。ハウのエレベーターは工期が短く、設計に優れ、競合他社よりも安く上げられた。ハウはその効率を上げるように努力し、ハウが設計を助けたドミニオン・ハウ積み卸ろし装置は8分で穀物車を空にし、オペレーターは2人だけで良かった。同じ作業を以前の装置でやれば20人が1時間掛けてやっていた。
1920年代初期、ハウはポートアーサーの町政委員になって欲しいという要請を何度か断った。1921年に教育委員に選ばれることに合意し、最初の試みで当選した。その委員会で2年間任期を2期務め、最後の年は委員長になった。ハウ夫妻は結婚の初期に彼らの役割を分けることにしていた。妻のアリスは家事全体に責任があり、クラレンス・ハウは家庭生活に興味を持たなかった。5人の子供が生まれたが、留守がちな父親はその養育にはほとんど加われなかった。同様にハウの事業、さらに後の公的役割に妻はほとんど関わらなかった。行政の経歴で、縁故主義を示唆するような反対党の質問に答えて「私は公の場で私の家族のことを議論したくない。私の妻が政治のプラットフォームに登場することがないと気付くことだろう」と答えた。
1929年、会社はポートアーサーで能力700万ブッシェル (246,670 m3) という大きな穀物エレベーターを完成させた。しかし世界恐慌によって穀物産業には打撃となり、輸出用穀物の価格が下がり、需要も減った。穀物エレベーターにそれ以上の需要がなく、既存のエレベータには売れない穀物が保管され、さらには価格が下がった。ハウの会社は既に貰っていた政府の契約で何とか生き残ったが、これらが無くなると175人いた従業員が1933年には5人にまで減った。1934年の最初の営業日、唯一残っていた共同経営者が会社を去った。ハウは裕福な者であり続けたが、その事業の見込みが立たず、別の仕事を求めることにした。

## 政治

### 選挙と戦前
1933年には既に自由党がハウを下院議員候補として検討していた。自由党は当時野党だった。当時の大衆は首相のR・B・ベネットとその保守党（トーリー党とも呼ばれた）が世界恐慌に対処するやり方を怒っており、1935年に予定される次の選挙で、自由党が政権に復帰する可能性があると見られていた。ハウは事業をやる上で政治活動を行うのは良くないと考え、政治的な見解を公にしてはいなかった。自由党の役員でハウの友人だったノーマン・プラット・ランバートが、1934年1月20日に自由党の指導者で元首相のマッケンジー・キングとハウの会談を設定した。二人はお互いに良い印象を受けたが、互いに次の行動者は相手だと考えた。ランバートの日記に拠れば、ハウがポートアーサーから出馬するには閣僚の地位が保証されることを望んでいた。
ハウはアルゼンチンに向けて新しく巨大な穀物搬送装置建設を提案することにも興味を抱いていた。この計画を検討しながら、マッケンジー・キングからの提案を待っているときの1934年遅く、ハウはポートアーサーからの自由党候補者になることに合意した。自分が当選し、自由党が勝利した場合に、最後は閣僚の地位の約束を取り付けた。ハウはそのような約束が無ければ出馬しなかったと考えられる。1935年10月14日の選挙では、ポートアーサー選挙区で多数の3,784票を集め、下院議員に当選した。全国でも自由党は下院の173議席を獲得したのに対し、保守党は40議席に留まり、自由党の大勝になった。
マッケンジー・キングはハウを鉄道運河大臣と初代の海洋大臣として2つの地位に指名した。ハウは弁護士が圧倒的に多い閣僚の中で唯一の技師であり、自由党政権では初の技師だった。このときカナダ総督が居なかったので、1935年10月23日、ハウやその他閣僚はカナダ最高裁判所長官で監督官を務めていたライマン・ダフが宣誓を取り仕切った。

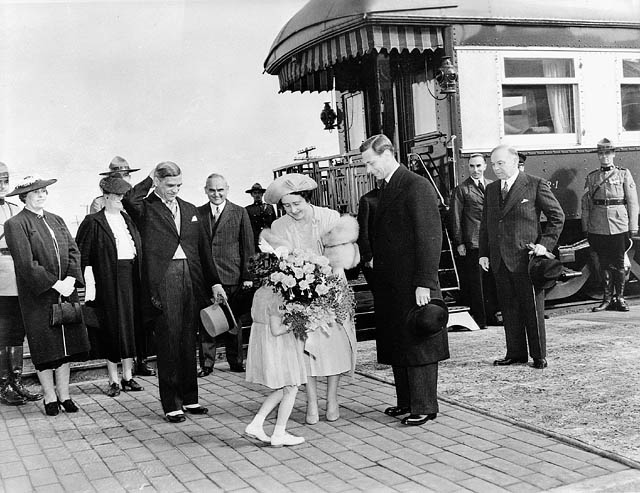
エリザベス・ボーズ＝ライアン王太后とその夫君ジョージ6世に花束を贈る少女。右に立つのがマッケンジー・キング首相、左がハウ交通相（帽子を持つ人の後）、ポートアーサー、1939年

1936年初期に議会が招集された後、ハウは地方港湾局を改革する法案を通そうとした。個々の港は港湾コミッショナー委員会が運営しており、その委員の指名は政治的な影響を受けることが多かった。1932年の王立委員会はその地位の廃止を推奨しており、ハウの法案は全国港湾委員会を設立することだった。下院の議論はスムーズに行っていたが、ベネット政権のときに保守党が汚職を行っていたとハウが宣言することで野党を怒らせてしまった。さらに激しい議論が行われたが、ハウの法案が通った。レスリー・ロバーツのハウ伝記に拠れば、「この国がもっと良いものを知るようになるのはハウであり、暴れ狂うハウであり、批判を我慢できず、議論を非難し、議会に固有の遅れを非難するのがハウだった」となっている。
ハウは政府の支配するカナディアン・ナショナル鉄道を健全な財政基盤に置くために動いた。ハウは同社を国有企業にする法案を提案した。野党はハウが権力の狂人になっていると苦情を言ったが、提案された再編案にはほとんど喧嘩せず、議会を通過して法制化された。1936年6月、ハウはもう一つの国有企業であるカナダ放送協会を設立する法案を提出した。この法案もあまり議論も反対も無く通過して法となった。
1936年、カナダはまだ航空路線が発達していなかった。多くのカナダ人が飛行機で長距離を旅行したいと考えていたが、それはアメリカ合衆国の航空会社の路線によってだった。自由党は国有会社を設立する法案を提案し、株式の半分はカナディアン・ナショナル鉄道が、残り半分は民間のカナダ太平洋鉄道の所有だった。カナダ太平洋鉄道がこの扱いに戸惑い、半分の株式はカナディアン・ナショナル鉄道が、すなわち全株式をカナディアン・ナショナル鉄道が取得することになった。1937年5月、トランス・カナダ航空が設立され、その最初の飛行は1937年7月30日、危険性のある大陸横断試験飛行だった。ハウは他の政府高官と共に機上の人となり、危険な気象条件であっても操縦士を激励した。ハウの政歴の残り期間を通じてトランス・カナダ航空をその管轄範囲に残しており、自分の「産物であり、概してその利益を加速させること」を考えていた。

### 第二次世界大戦
自由党政権の5年間任期でほぼ4年間が終わるとき、1939年8月初旬にマッケンジー・キングは選挙のことを考えてイギリスの首相ネヴィル・チェンバレンに、国際関係の場で何かが起こりそうかを尋ねた。チェンバレンはドイツとポーランド国境の解決していない問題について警告した。イギリスは戦争になった場合に、ポーランドの独立を支援することを約束していた。マッケンジー・キングは選挙を行うまで待つことにした。9月1日、ドイツがポーランドに侵入した。マッケンジー・キングは9月7日に議会を招集し、カナダはドイツに対して宣戦布告した。9月13日に議会を休会にする前に軍需物資担当省を創設する法案を成立させた。
この省が設立される数か月の前のことだった。この中でハウは戦争購買委員会を監督した。ハウは事業の関係先の多くに自分や政府機関に協力してくれるよう説得してまわった。ロバーツは、「政治家の大臣」もそのようなことをできなかったと言っている。ハウが集めてきたものの多くは保守党支持派だった。歴史家で著作家のマイケル・ブリスに拠れば、「政府の権限を創造的なものに使うことに興味を持つハウなど起業精神のある者にとって、戦争は一種の究極の大規模プロジェクト、職の大型開発だった。金は関係なく、生産が問題だった。」と言っている。
マッケンジー・キングは野党党首のロバート・マニオンに、議会を再招集することなしに選挙を行うことはないと約束していた。1940年1月25日、マッケンジー・キングが議会を招集し、即座に議会を解散すると宣言し、マニオンの怒りを買った。それに続いた選挙では、ハウはほとんど問題なく再選され、自由党は184議席を獲得してそれまでの最大数となった。しかし、マニオンは落選した。選挙から2週間経って、ドイツがノルウェーとデンマークに侵入した。マッケンジー・キングはその日記で、選挙期間中に侵入が起こらなかったことに安心したと記し、ハウを軍需物資担当相に指名した。ハウは交通省の仕事を好んでいたので、移動するのに躊躇したが、首相がハウを説得した。この新しい省の機能は戦争を支援するためにカナダの資源全てを動員することだった。ハウは当初交通省の仕事も続けた。1940年7月8日、ハウはその仕事の責任をアーサー・カーディンに渡したが、カナダ放送協会とトランス・カナダ航空の統制は続けた。
ハウの部門は、カナダ実業界のトップ経営者たち、いわゆる「年俸1ドルの男たち」に支援された。元々の会社が彼らの給与を払いながら、年間1ドルの給与で政府に貸し出された経営者たちだった。この部門が正式に造られる以前であっても、ハウの代理人が基本的戦争需要について国内を調査しており、その部門は間もなく巨大な戦略物資の保有量を築き上げていた。第二次世界大戦中、ハウは28の国有企業を設立し、秘密のプロジェクトの管理から、カナダの産業の残りが操業を続けるために必要とする機械工具の製造まで、あらゆることを行っていた。これらの会社は議会に対して責任が無かったが、ハウ自身には責任があった。議会は、ハウが言わなければその活動について何も報告されなかった。
カナダの産業がイギリスの戦争遂行のために物資を供給するよう再編されたことにより、ハウはイギリスに行って注文主と事態を議論する必要があると判断した。1940年12月、ウェスタン・プリンス号に乗って出発した。これはかなり危険な旅だった。ドイツがイギリスを封鎖しようとしており、北大西洋には多くのドイツ潜水艦がいた。それら潜水艦の1隻が12月14日にウェスタン・プリンス号を沈めた。このときハウは救命艇に移り、8時間後に救助された。ハウの副官であるゴードン・スコットは救命艇から救助船に昇ろうとしているときに死んだ。ハウはこの出来事の間も冷静を装っていたが、後に「マンチェスター・ガーディアン」紙に、その日から先は命を借りて生きたと常に考えたと告げていた。
ハウはイギリスの工場を回っている間に、4発重爆撃機アブロ ランカスターを見せられ、その後カナダでそれを生産するようになった。ハウは帰国すると、経営に問題を抱えていたナショナル・スティール・カー Ltd. の工場を取り上げ、国営企業としてビクトリー・エアクラフト・リミテッドを立ち上げ、それまでの経営者を排除し、ハウの「年1ドル・クラブ」の一人であるJ・P・ビッケルをその会社の社長かつ取締役会議長に据えた。ビクトリー・エアクラフトはその機運を取り戻し、ハウの大きな成功企業の1つとなり、ランカスターなどライセンスを受けてアブロ飛行機を生産し、旅客を運ぶ後継機であるアブロ ランカストリアンを開発した。戦後、この会社は売却され、アブロ・カナダ社の中核になった。
1943年半ば、マンハッタン計画地区の技師、ケネス・ニコルズ中佐が、カナダの会社エルドラド・ゴールド・マインズとコンソリデイテッド・マイニング・アンド・スメルティング（コミンコ社の鉱業製錬部門）との契約について幾つかの問い合わせをしてきた。コンソリデイテッド・マイニング・アンド・スメルティングは重水工場を建設しており、エルドラドはウラン鉱石を掘削し加工していた。ニコルズはオタワにいたハウに電話をかけ、オタワ行の夜行列車を手配し、翌日6月1日にはハウと会見した。ニコルズは到着したときに、ハウが軍需物資担当大臣であることに驚かされ、「大変友好的で」あることが分かった。ハウはマンハッタン計画について明かされ、ニコルズはエルドラドがそのとき国営企業であることを告げられた。
ロバーツに拠れば、「ハウが1940年に始めたことは、産業革命であり、大変広いものだったので、カナダ人の多くはカナダの経済にどの程度影響があり浸透しているかを気付かないままだった」と記していた。戦争の最初の3年間で生産量は上がっていたが、大臣の努力が本当に結実したのは1943年であり、連合国の中ではアメリカ、ソ連、イギリスに次いで工業生産高では第4位となっていた。1944年までに、戦争遂行のために600隻の船を建造し、1,100機の飛行機を生産し、50万台以上の自動車とトラックのうち31,000台が武装されたものだった。ロバーツに拠れば、ハウの行動がカナダの経済を農業基盤のものから工業基盤のものに変えさせ、その変化が恒久的なものになったと記した。ハウは1943年に「カナダが他所で製造できるもの全てを製造できることに疑いを抱くことは無くなるだろう」と述べていた。

#### 100万がどうした?
1945年にハウが戦争に使うと見込まれる予算（13億6,500万ドル）に関する議論をしているときに、ハウは、以下にこの額を減らすことができるかという野党の質問に対して、「私の栄誉ある友人がその額から100万ドルを減らすことができるかもしれないが、戦費法案からの100万ドルが大変重要な事項にはならない」と答えた。サスカチェワンのトーリー党議員ジョン・ディーフェンベーカーが翌日、ハウは「我々は100万ドルを節減できるかもしれないが、それがどうしたというのだ」と言ったと語った。ハウはその引用に怒って否定し、ディーフェンベーカーのことを「歪曲の達人」と非難したが、その言葉は議会で不適切だと取り消しを強いられた。ディーフェンベーカーはその後この話をさらに鋭いものに変えていき、最後はハウが「100万がどうした?」と言ったことになった。ハウがそのような発言をしていないことを知っていた自由党員ですら、ハウが言った可能性がある言葉だと合意するようになった。その後の時代に「100万がどうした?」という言葉は自由党を攻撃する場で使われ、特にハウに向けられることが多かった。
1942年、カナダはアメリカやイギリスと共に、合同生産資源委員会への加入を要請され、その委員となった。ハウはカナダの首席実行委員となった。

### 戦後

#### マッケンジー・キングの時代
1944年10月、マッケンジー・キングはハウを再建大臣に指名した。ハウはカナダの経済を変革させたことで、ソ連においてですら優れた評判があり、マッケンジー・キングはハウが新たな成功を掴むために民間事業に戻るようなことを恐れていた。ハウに留まるよう勧めた者には司法大臣のルイ・サンローランがおり、ハウと強力な関係を築いていた。マッケンジー・キングは1945年4月に議会を解散させた。その後の選挙では、自由党が保守党（進歩保守党と改名していた）やその他政党に対してぎりぎりの過半数を得た。ハウは自由党の資金集めに強く関わり、党の候補者のために全国を遊説した。自分の選挙区であるポートアーサーでは半数を超えたところで再選され、協同連邦党（現在の新民主党の前身）候補者を遥かに引き離していた。マッケンジー・キング自身はそのサスカチェワン選挙区で落選したが、数か月のうちにオンタリオ州で行われた補欠選挙で復活した。この時首相は70歳を超えており、疲れていた。
ハウはできるだけ早く平時経済に移行することを好んだ。不足していない製造業の大半は1945年遅くに政府の支配を離れた。労働者の指導者は失業を恐れ、戦時の政府工場の生産を続けることを望んだ。ハウはそのような提案に反対した。リサーチ・エンタープライズ・リミテッドから解雇された労働組合員がゴルフ場でハウと出逢ったとき、ハウは「リサーチ・エンタープライズ・リミテッドは戦時の工場だった。戦争が終わり、工場の役目は終わっている。貴方の組合は、...あなたの組合に起こることは貴方に掛かっている。ゴルフ場から出て行くんだ」と言った。ハウは不要になった政府の資産を処分するときに、鞍とハーネスがボーア戦争（1899年-1902年）終結以来貯蔵されているのを見つけ、人がその衛兵に雇われて、40年間以上それを磨き続けていたことが分かった。ハウはそのような過去の遺物を排除しようと務めた。しかし、経済統制を解除するのが鈍かった。ロバーツに拠れば、「彼は国の経済力を民間に戻そうとしたが、彼は議会に従属していたので、それまでの専制的権力を渡すのを渋っているように見られた」となっていた。1945年11月、ハウの戦時部局を統合して新しく再建供給省を結成し責任を持つことになった。
ハウは技術的に進んだ産業を支持することに決め、カナダが戦後も飛行機を生産し続けないという理由を見い出さず、続けさせた。エアクラフト・プロダクションの社長でありラルフ・ベルはハウに同意せず、カナダには飛行機用エンジンメーカーが無いことと、製造工場と熟練した労働者がいるにも拘わらず、その製品を売ることができるという保証が無いと主張した。それでもハウは飛行機製造を事業として続ける手段を選び、イギリスのホーカー・シドレー・グループがビクトリー・エアクラフトをA・V・ロー・カナダ（アブロ・カナダ）として肩代わりすることを認めた。一方、カナディアはアメリカを本拠にするエレクトリック・ボート社（後のジェネラル・ダイナミクス）に売却された。
戦後、マッケンジー・キングはイギリス政府から著名なカナダ人をイギリスの枢密顧問官に指名するよう求められ、それらの者に「ライト・オナラブル」の肩書を与えるものとした。マッケンジー・キングは2人の閣僚を推薦したが、ハウではなかった。1946年新年にこの栄誉が公表された後、ハウはマッケンジー・キングとの会見を要求し、ハウの戦中の奉仕が軽視されているので辞任したいと脅した。マッケンジー・キングはハウを落ち着かせ、6月にハウが枢密顧問官になる手配をした。このことで他の閣僚の間にさらに不信感を生むこととなり、1947年の新年にはさらに2人が顧問官になった。その後、マッケンジー・キングは新たな推薦を検討しないとした。
1947年2月、マッケンジー・キングは肺炎を患い、それから快復した後にはアメリカで1か月間休暇を過ごし、その間、当時は外務大臣だったサンローランを首相代行に指名していた。7月、国防大臣のブルック・クラックストンがマッケンジー・キングに、首相の年齢とその後継者が決まっていないという問題は自由党に政治的な困難さを生じさせていると警告した。マッケンジー・キングはハウと相談し、ハウはマッケンジー・キングがまだ力を持っている間で、危機が持ち上がる前に退陣するのが最善だと単刀直入に告げた。この対話の後、マッケンジー・キングは1年以内に退陣すべきだと判断し、サンローランを後継者とすべきと決めた。サンローランは内閣を去りケベックの故郷に帰ると脅していたばかりだった。ハウはサンローランに辞任しないよう説得した者達の中に入っていた。さらにサンローランを支援するために内閣に残ると言って、サンローランが党首になるよう説得もした。

#### サンローラン政権
1948年1月20日、マッケンジー・キングが辞意を表明した。同時に内閣改造も表明した。サンローランもハウもマッケンジー・キングに、再建供給相の仕事を楽しんではいないハウの異動を推薦した。マッケンジー・キングが最終的に折れて、国際貿易通商相のジェイムズ・アンガス・マッキノンの代わりにハウを据えた。マッキノンは漁業相になった。ハウは首相になるには「都合が悪い」のであり、サンローランを指示すると公に表明した。8月にサンローランが自由党首に選定され、最後は11月15日にマッケンジー・キングが辞任した。このときサンローランは66歳であり、マッケンジー・キングより7歳若いだけだったが、それでも新風が吹いたと見られた。ただし閣議は例外であり、マッケンジー・キングが禁じていた喫煙を認めた。
1948年10月、進歩保守党も新しい党首としてオンタリオ州首相ジョージ・A・ドルーを選んだ。ドルーはフランス系の強いその選挙区で3回連続で当選し、それが常に保守党の弱いケベック州だったので、全国レベルでもその成功を続けられると期待されていた。ドルーは党首選挙でもディーフェンベーカーを破った。サンローランは1949年6月に総選挙を行い、ハウは再度企業の後援者から資金集めに成功した。カナダ太平洋鉄道からイートンまで大企業が自由党の選挙運動資金を寄付した。選挙の結果は自由党が190議席を獲得し、保守党の40議席に対して大勝となった。ハウは再度ポートアーサーで楽勝した。ドルーはハウの記録を選挙の問題として使い、ハウが権力の狂人であり、国有企業を叩き売ったと非難したが、その言い分はあまり効果を得られなかった。ハウに拠れば、ドルーの攻撃の結果は「私にポートアーサーで記録的な多数の支持を与えた」だけだったと述べていた。
1950年初期、サンローランはハウのカナダ総督指名を推薦することを検討した。カナダ総督は常にイギリスの貴族が就任してきていた。多くの国粋主義者が、カナダ人にその地位を得させることを望んだ。サンローランも彼らと同じ考えだった。当時の総督アレクサンダー子爵は1953年までに引退する予定であり、そのとき、ハウは68歳になるはずだった。サンローランは、その友人かつ仲間が政界から退いて静かな生活に入る潮時だと見ていた。ハウは進んでその地位に就きたかったが、アレクサンダーがイギリスの閣僚に指名されて予想以上に早くその地位が空いた。ハウは大臣としての活動をまだ続けると決めた。また実権に代えて総督という名目上の権力を採ることに躊躇してもいた。サンローランはカナダ生まれのビンセント・マッシーの指名を推薦し、国王ジョージ6世がそのまま指名した。
マッケンジー・キングは1950年に死んだが、その時までにカナダは再度朝鮮戦争に参戦することになっていた。サンローランと外務相のレスター・B・ピアソンは前首相の葬儀から戻る列車の中で、軍隊の移動の計画を立てはじめた。ハウはその戦争を間違った場所での間違った戦争と見ており、カナダ軍を派遣するべきではないと考えた。それでも1950年の夏はそのデスクで過ごし、好況となった経済を政府が支配する計画を作った。1950年9月、ハウは民間の鉄鋼を軍用に使うなど、希少資源を配分しなおす法案を作った。この法案は成立したが、その後野党がハウは「権力に対して巨大な食欲を持っている」と非難してきた。その年の後期で、政府は大掛かりな再武装計画を決定した。政府の購買を担当した国営企業、カナディアン・コマーシャル・コーポレーションが、その任務に不適と思われ、政府は購買を担当する新しい省を作ることにした。1951年2月、サンローランが防衛生産省を創設する法案を提案し、その過程でハウがその担当相になると公表した。その防衛生産法に野党が反発し、ハウが望む権限を正当化するような緊急性が無いと主張した。ロバーツに拠れば、ハウは「自分に全権限を得て、緊急の仕事を行うためにあらゆる人とあらゆる物に対する運営権を」得ることで再武装を実行しようとした。自由党が絶対多数を確保していることで裏付けられ、この法案が成立し、1951年4月1日に防衛生産省が設立された。
1950年代の初期はカナダの繁栄の時代だった。ほとんどの年で政府予算は入超になった。1951年、政府は70歳から受け取ることのできる高齢者年金制度を導入した。失業率は小さく、失業保険基金は黒字であり、漁業者のような季節労働者までそれがカバーできた。サンローランの閣僚に対する監督はその任期初めに最小であり、さらに時の進行と共に減少した。野党は勢力が小さく、大臣は思うとおりに行動した。1951年、ブリティッシュコロンビア州トーリー党議員ハワード・グリーンから、ハウが民衆がやらせるならば関税を終わらせるつもりがあると非難されたとき、ハウは、「誰が我々を止めるだろう? あまり深刻に考えない方がよい。我々がそれを失くすことを望むならば、誰が我々を止めるだろう?」と答えた。
カナダ空軍用の初のジェット戦闘機CF-100 カナックの生産にアブロ・カナダが成功したにも拘わらず、航空機の開発は時間ばかり使って、費用が掛かりすぎることが分かってきた。計画されていた次世代航空機は、カナダで初の超音速ジェット迎撃機アブロ・カナダ CF-105だったが、財政的には着手を躊躇するような計画であり、技術的な飛躍も大きかった。ハウは1952年に防衛相のクラクストンに宛てて文書を書き、「私は防衛生産の経験において初めて驚愕を覚えている」と記した。
1953年初期、政府はその立法計画の残りを実行するために時間を割いた。サンローランは6月2日に予定されるエリザベス女王の戴冠式まで選挙を行うことを望まず最終的に8月10日に決まった。ドルーは有権者に対して大変多くの約束を行い、その年初期に発覚した防衛相のスキャンダルに乗じようとしたが、自由党が深刻に影響されることは無かった。自由党は1949年の最多獲得議席からは20議席を減らしたが、依然として下院のほぼ3分の2を占めており、閣僚は全て再選された。ハウもポートアーサーで容易に再選された。

#### パイプライン論争

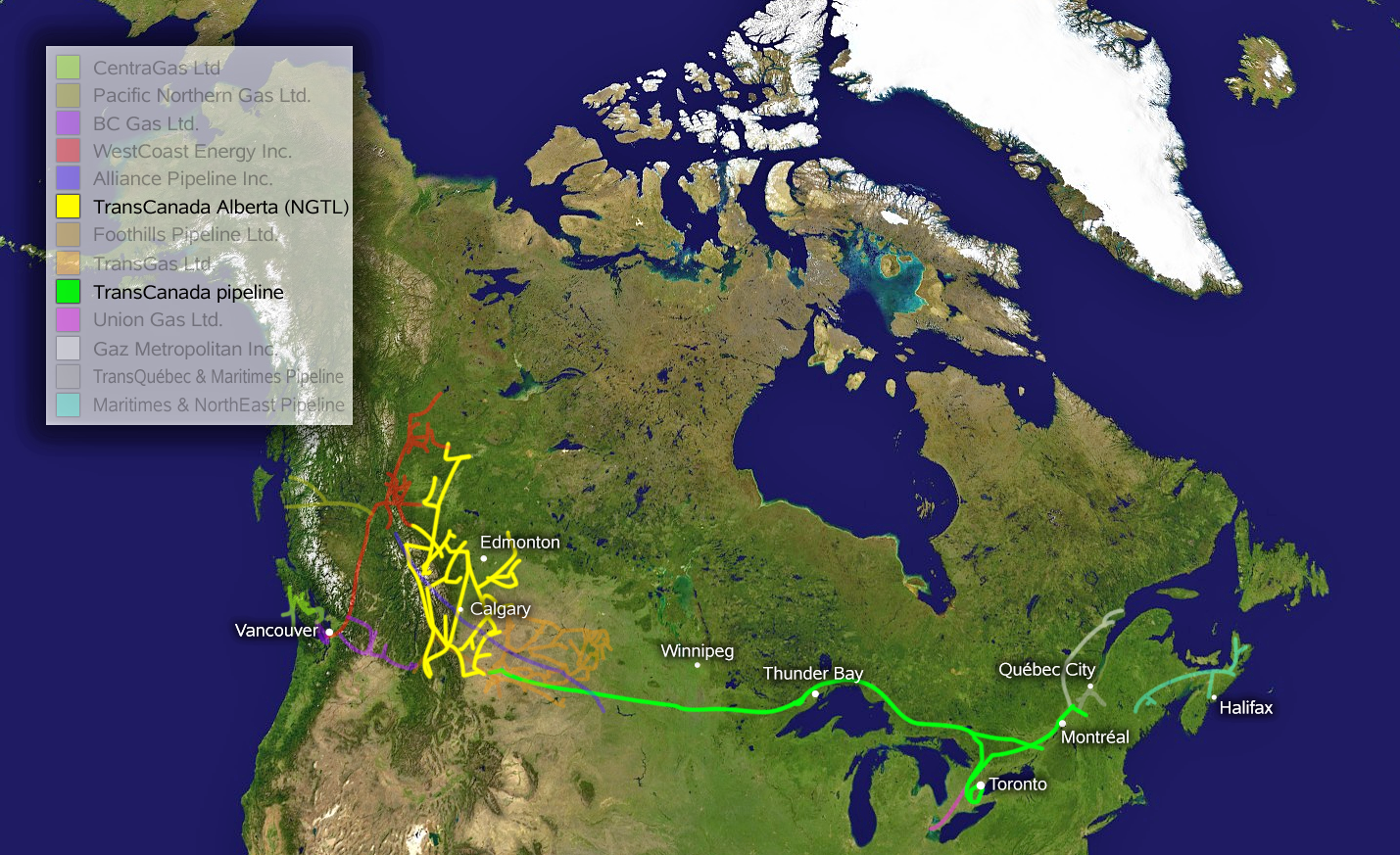
トランス・カナダ・パイプライン（緑の線）

1954年からハウはアルバータ州の天然ガスを市場に送るパイプラインの計画を作った。アメリカ合衆国に直接送るパイプラインを建設するアメリカが後ろ盾になった提案があった。ハウはトロントとモントリオールにガスを供給できる五大湖の北を通るルートを望んだ。2つの競合する企業グループが競い合ったが、ハウに承認を与える権限があった。ハウは自分の望むルートに両グループを共同して当たるように仕向けた。
1955年3月、サンローランが防衛生産省を恒久的な省にする法案を提案した。このことで担当大臣の権限を非常に大きく拡大することも意味した。内閣はハウと野党が新たな危害を及ぼすような対立をすることを恐れ、サンローランがこの法案成立を推進することに合意したが、その討論の初日に、うつ病になりかかっていたサンローランが欠席した。保守党のフロントベンチャーであるドナルド・フレミングが、防衛生産省の延命を図ることはその大臣を「事実上経済の専制者」にすることだと非難した。サンローランが欠席したまま（出席しても黙っていた）で、ハウはこの法案の推進を行い、その伝記作者ロバート・ボスウェルとウィリアム・キルバーンに拠れば、「この法案とハウのそれを守る方法が、反対党にとって神の恵みになることを全く認識していなかった」と記している。ハウがアブロ・アロウのプロジェクトに言及し、「3,000万ドルを掛けようとしている」と述べた時に、それがハウに「震動」を与え、野党の「100万がどうした?」の野次の嵐になった。保守党は社会信用党の支持を得ており、一方政府はこの問題について協同連邦党の支持を得ていた。ハウはオーストラリアとニュージーランドに行く政府の長い旅行に邪魔され、この議論は年の半ばまで伸びた。7月初旬、ハウはサンローランと財務相のウォルター・ハリスに自分の居ない間も立場を変えないよう頼んだ後で、長い週末に町を離れた。ただしハリスにはうまく行くように合わせる権限を与えていた。サンローランはハウに知らせずにドルーと接触し、大臣の権限は更新されない限り1950年に消失することで合意した。修正された法案がハウの居ない下院で通過し、ハウが戻ってきたときに、彼の背後で取引したことでハリスを激しく非難した。しかしそれが首相の決断だったことを知らされると、それを受け入れた。ハウはそれ以前に大臣の権限を3年間延長することで合意しようという野党の提案を却下していた。「それは3年で議会に戻って来ることを意味しており、議会を喜ばせるよりも私の時間を使ってすることがある」と言っていた。権限は1959年に消失することで認められたが、その時までにハウは辞任することになった。
パイプライン計画は税制的な問題で暗礁に乗り上げた。パイプライン会社は政府がトランス・カナダ・パイプラインと呼ばれることになるものを建設するために必要な資金借り入れを政府が保証してくれることを望んだが、内閣は多額の政府の金をアメリカが支配する会社に与えることについて政治的な意味合いを恐れてこれを拒否した。ハウはこの判断を苦々しく思い、「子供の手の中に落ちてしまった政府」に属していることに不平を言った。その解決案をハウの副大臣ミッチェル・シャープが提案した。政府とオンタリオ州がパイプラインの中でオンタリオ北部の最も費用の掛かる部分を建設し、一旦完成すればトランス・カナダがその資金を償還するということだった。これが両政府に了承された。しかし1956年までにさらなる難しい問題が起こった。アメリカ合衆国政府がアメリカのパイプラインに接続する部分に正式な承認を与えるまで、トランス・カナダはその部分の建設のための資金を上げられないということだった。その承認は定型業務と考えられたが、それが遅れることは1957年春までパイプラインの建設を始められないということを意味していた。
ハウはパイプラインを遅らせてはならないと判断し、政府がパイプライン会社に先行資金を与えることで1956年の建設を可能にすることを提案した。ハウは熱心に内閣の閣僚たちに懇願し、彼らはその提案に合意し、議論を終わらせるために滅多に使われない議論打ち切りを使うことも認めた。下院では1932年以来議論打ち切りが使われたことはなかった。この問題は2年以内に迫っている次の選挙に関して、保守党と協同連邦党双方に関心があった。それはハウを傲慢な専制者に見せることが可能となりパイプライン計画にアメリカが関わることを嫌う有権者に訴えるものがあった。この法案が1956年6月7日までに国王の裁可を得られなかった場合、トランス・カナダが鋼製パイプを保持するという選択肢がなくなるはずだった。
ボスウェルとキルバーンは、パイプライン論争を始めた時のハウの演説を、「おそらく彼の政歴の中で最良のもの」と言っている。ハウは、一年待つことが思慮の足りないことだと言い、世界で鋼製パイプが不足していること、カナダ西部でそのときは封じられている天然ガス井戸を持っている人々に対して不公平であることを伝えた。ハウは下院に、これが大きなプロジェクトであると考えること、「真に国家的な大きさであり、今始めるか、時が来るのを待って惨めな思いをするしかない」と語った。ハウは、翌日に政府が議論打ち切りを行うつもりだと付け加えてその演説を締めくくった。社会信用党はその多くがアルバータ州出身の議員であり、この法案を支持したが、保守党と協同連邦党は何週間もの激しい論争と議会の操作に関わっていた。これが保守党の言う「暗黒の金曜日」、6月1日に下院議長ルネ・ボードインが、前夜に最終期限を過ぎても野党に議論を続けさせるとしていた判断を覆すことになった。野党は議長が政府の圧力に屈していると非難した。法案は最終期限までに成立し、パイプライン建設が即座に始められた。ハウは「私はこのタイミングで総選挙に出たいとは思わない。幸運にもその必要がない」と記していた。
1956年半ば、ドルーが病気になり、間もなく保守党首を辞任した。保守党首を選ぶ党大会がドルーの後任にディーフェンベーカーを選んだことで、自由党の中には喜ぶ者もいた。ディーフェンベーカーは保守党内でも長く異端的であり、東部カナダではあまり知られておらず、多くの者は選挙に強くないと見ていた。アロウ計画について、防衛相のクラクストンとカナダ空軍が固い支持者であり続けたが、その費用は上がり続け、内閣の防衛委員会はアロウ計画の取りやめを提案し、その判断は来る総選挙後に行うこととし、それをハウが支持した。

#### 1957年選挙
1957年、総選挙の予定が6月10日と告示された後、ハウは自由党が野党を凌げるだけの資金を集めることができた。カナダ西部出身の自由党閣僚は少なかったので、ハウはその地域でも応援を求められた。マニトバ農業者同盟が自由党に対する反対を組織していることが分かった。ある集会では全く発言を封じられることもあった。別の集会では聴衆と公開された論争になった。5月19日、マニトバ州モリスでは、自分の党が集会を開いた時に発言を求めた者に、彼が望む全ての質問に答えられると告げた。その男、ブルース・マッケンジーは地元自由党協会の長だと分かった。ハウが去っていくときに、別の者がハウになぜその質問に答えなかったかを尋ねた。ハウは、「ここを見てくれ、私の良き友よ。選挙の時に、貴方は支持する政党のために行って投票するのではないかね? 実際に貴方は出て行くだけかね?」と答えた。数日後の別の集会では、農夫の経済的苦境について彼がなぜ問題にしないかを尋ねられた。ハウは「自由党政権下では貴方方が良く食べていられるように見える」と答え、質問者を中央に突き出した。
ディーフェンベーカーは選挙運動の主要テーマにパイプライン論争を使い、他の問題よりも多く取り上げた。バンクーバーでは、1935年以来となる大群衆を前にして「私はカナダ人にこれを保証しよう。政府は人民の従僕であり主人ではない。自由党の道はそれを止めなければ、ハウが『誰が我々を止められる?』と言ったように、事実上議会政府の消失に繋がることになる。貴方達は形態を持っているが、実態は無くなる」と語った。
ハウは地元選挙区で、協同連邦党候補者で地元高校教師であるダグ・フィッシャーからの挑戦を受けた。フィッシャーの選挙運動は資金の裏付けがあり、党、組合、さらにハウが長年作って来た多くの会社の敵からの支援もあった。フィッシャーは地元テレビ局の重要な時間を買うことができており、ハウの方は当初テレビに出る予定が無かった。ポートアーサーの有権者は毎晩テレビでフィッシャーを見て、その見解でなぜ自由党が悪くなっているかを説明し、事態を是正するために自党が何を提案するかを説明するのを聞いた。ハウは大変だったプレーリーのツアーの残りがキャンセルされた後で選挙区に呼び戻され、フィッシャーのアピールが自由党との間に背信を生んでいることが分かった。ハウは選挙の直前にテレビの時間を得て、ボスウェルとキルボーンに拠れば、「疲れて不快な老人が、この2か月間テレビで見てきた気持ちの良い若者が、共産主義者ではないとしても共産主義者と付き合いがあると告げるのを、視聴者に見せることになった。誰も彼の言うことを信じなかった」と記している。フィッシャーは1,000票以上の差を付けてハウを破った。ハウは敗北を認め、テレビ局でフィッシャーと握手し、長くハウの称賛者だったフィッシャーの母には、彼には多くのしなければならないことがあると保証した。ハウの落選は、自由党がまだ辛うじて選挙をリードしているときに結果が出てきた。保守党が前進して112議席を占め、105議席の自由党を逆転した。サンローランは、ディーフェンベーカーと保守党が下院で彼を破るまで、その地位に留まっていることができたが、そうしないことを選び、ハウも同調した。自由党は1957年6月21日にその職を離れた。1935年にマッケンジー・キングと共に就任した者の中で、ハウが唯一その時まで残っていた者だった。

## 晩年、死、遺産
ハウは落選後にオタワに戻り、その事務所を片付け、そこの家屋も売却してモントリオールに移転した。ディーフェンベーカーの新政権について、「私はこの新しい集まりをとても信用はしない」と語っていた。ハウは政界から完全に引退することにしたが、サンローランがその支援を続けるよう求め、党のことならばできる限り助けるつもりだと答えた。9月にサンローランが引退を発表すると、ハウはサンローランに宛てて、「党の若者が党の再編と再建にとりかかる必要がある。恐らくそれに早く取り掛かれば、より良いものになる」と記した。ハウは公職には就かなかったが、私的には元外務相のピアソンが党首選に出たときは支持し、1958年1月にピアソンが党首になった。ハウはピアソンに選挙を起こすような行動を採らない方が良いと忠告した。ピアソンはハウの言うことを気に留めず、議会が始めるやいなやディーフェンベーカーに挑戦した。1958年3月31日に行われた総選挙は進歩保守党の記録的な勝利となり、自由党は48議席まで後退した。ハウはこの選挙運動に関わらず、妻のアリスと共に長期休暇を取ってヨーロッパに行っていた。ハウが帰国すると壊滅状態の自由党を再建するためにできることを尽くし、資金を集め、党内の派閥融合を求めた。
新しく権力を得た保守党がその長い敵に近づくものを不快に思う恐れがあったので、いくらか躊躇いがあったが、多くの企業はハウに接近してその取締役会で務めることを求めるようになった。保守党政権に対して率直に発言してはいたが、ディーフェンベーカー内閣が1959年2月にアブロ・アロウ計画を取り消したときには、その批判に加わらなかった。1958年、ハウはダルハウジー大学の総長になった。ハウが大学の財政状況を調べると、1958年の教授の給与が、自分がそこで働いたときよりも実質的に低いことが分かった。ハウは給与の引き上げを奨励し、1級の学者が大学に魅力を感じるよう改善策を作った。他の大学からも多くの名誉学位を受けた。ハウは以前から心臓の状態が悪く、有人がモントリオールで開催されない全ての委員会を諦めるよう勧めた。ハウがこの忠告に従って行動する前に心臓発作を起こし、1960年12月31日に自宅で死んだ。

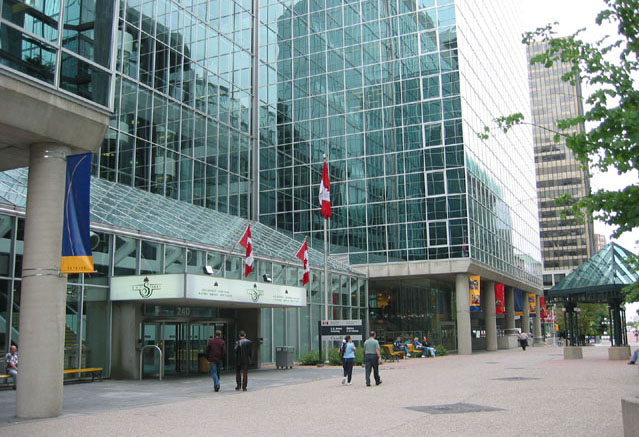
オタワにあるC・D・ハウ・ビル、カナダ産業省が入っている

ディーフェンベーカー首相はハウの訃報に接して、「我々は大きな相違点があることが多かったが、我々の個人的な関係は常に友好的なままだった。..彼はその大きな能力、不屈の勇気とエネルギーをこの国のために、カナダの戦争遂行歴史において大きな地位を与え確保するような方法で与えた。」と語った。野党党首のピアソンは「彼はいかなる義務も逃れず、いかなる任務にもたじろがず、いかなる障害にも挫かれなかった。かれは物事をやらせ、それは彼が長く仕える国にとって良いことだった。」と述べた。
ハウの慰霊式には敵も友人も集まった。モントリオールのクライストチャーチ大聖堂で友人や仲間が贈った弔辞の中で、ハウが「生まれはアメリカ人だが、カナダ人であることを選んだ」と誇らしげに言うことが多かったというのは注目された。
ハウの死後、C・D・ハウ記念財団がその記憶のために創設された。カナダの経済政策シンクタンクであるC・D・ハウ研究所は一時期この記念財団と関わりがあった。カナディアン航空宇宙研究所は、企画政策立案分野での業績、またその分野の全体的指導力に対してC・D・ハウ賞を創設した。1976年、ハウは、国内航空会社を作り、航空産業を作り持続的に発展させた功績に対し、カナダ航空の殿堂入りを認められた。オタワのバンク通りとスパークス通りの角にあるC・D・ハウ・ビルは、カナダ産業省が入っており、ハウにちなんで名付けられた。

## 原註と脚注

### 原註
1. ↑  ハウの2つの地位は1936年に交通省として1つに纏められた[29]
2. ↑  この日宣誓した15人の中で、ハウは自由党が次に敗れた1957年まで閣僚を続けた唯一の者だった。ただし12日遅れで閣僚になったジェイムズ・G・ガーディナーは、サスカチェワン首相を辞任する必要があったためであり、自由党が次に敗れるまでハウとともに閣僚を続けた[30]
3. ↑  トランス・カナダ航空は1965年にエア・カナダと改名し、現在も運行を続けている[42]
4. ↑  年1ドル・クラブも「ハウのボーイズ」と揶揄された。1946年に大英帝国勲章が「ハウのボーイズ」13人に授与された[51]
5. ↑  ハウはパイプライン・プロジェクトが、水路と同様に、「大きな発展計画」を代表するものであり、経済を刺激することになると考えた[113]